# Piłka wodna na Letnich Igrzyskach Olimpijskich 2024
Piłka wodna na Letnich Igrzyskach Olimpijskich 2024 w Paryżu rozegrana została między 27 lipca a 11 sierpnia 2024 w Centre Aquatique Olympique w Saint-Denis (faza eliminacyjna) oraz w Paris La Défense Arena (faza finałowa).

## Uczestnicy
| Mężczyźni                                        | Mężczyźni                        | Mężczyźni         | Mężczyźni                          |
| Nazwa imprezy                                    | Data przeprowadzenia             | Gospodarz         | Zakwalifikowani                    |
| ------------------------------------------------ | -------------------------------- | ----------------- | ---------------------------------- |
| Gospodarz                                        | –                                | –                 | Francja                            |
| Igrzyska Azjatyckie 2022                         | 2-7 października 2023            | Hangzhou          | Japonia                            |
| Mistrzostwa Świata 2023                          | 17–29 lipca 2023                 | Fukuoka           | Węgry Grecja                       |
| Igrzyska Panamerykańskie 2023                    | 30 października–4 listopada 2023 | Santiago          | Stany Zjednoczone                  |
| Mistrzostwa Europy 2024                          | 4–16 stycznia 2024               | Dubrownik/Zagrzeb | Hiszpania                          |
| Mistrzostwa Świata 2024                          | 5–17 lutego 2024                 | Doha              | Chorwacja Włochy Serbia Czarnogóra |
| Mistrzostwa Świata w Pływaniu 2024 – Afryka      | 5–17 lutego 2024                 | Doha              | Południowa Afryka                  |
| Mistrzostwa Świata w Pływaniu 2024 – Oceania     | 5–17 lutego 2024                 | Doha              | Australia                          |
| Mistrzostwa Świata w Pływaniu 2024 – dzika karta | 5–17 lutego 2024                 | Doha              | Rumunia                            |

| Kobiety                                          | Kobiety                            | Kobiety   | Kobiety            |
| Nazwa imprezy                                    | Data przeprowadzenia               | Gospodarz | Zakwalifikowani    |
| ------------------------------------------------ | ---------------------------------- | --------- | ------------------ |
| Gospodarz                                        | –                                  | –         | Francja            |
| Mistrzostwa Świata 2023                          | 16–28 lipca 2023                   | Fukuoka   | Holandia Hiszpania |
| Turniej kwalifikacyjny Oceanii 2023              | 11-12 grudnia 2023                 | Auckland  | Australia          |
| Igrzyska Azjatyckie 2022                         | 25 września-1 października 2023    | Hangzhou  | Chiny              |
| Igrzyska Panamerykańskie 2023                    | 30 października – 4 listopada 2023 | Santiago  | Stany Zjednoczone  |
| Mistrzostwa Europy 2024                          | 5–13 stycznia 2024                 | Eindhoven | Grecja             |
| Mistrzostwa Świata 2024                          | 5–17 lutego 2024                   | Doha      | Węgry Włochy       |
| Mistrzostwa Świata w Pływaniu 2024 – Afryka      | 5–17 lutego 2024                   | Doha      | Południowa Afryka  |
| Mistrzostwa Świata w Pływaniu 2024 – dzika karta | 5–17 lutego 2024                   | Doha      | Kanada             |

## Medaliści
| Konkurencja | Złoto     | Srebro    | Brąz              |
| Mężczyźni   | Serbia    | Chorwacja | Stany Zjednoczone |
| Kobiety     | Hiszpania | Australia | Holandia          |

## Tabela medalowa
| Miejsce | Reprezentacja     | Złoto | Srebro | Brąz | Razem |
| ------- | ----------------- | ----- | ------ | ---- | ----- |
| 1       | Hiszpania         | 1     | 0      | 0    | 1     |
| 1       | Serbia            | 1     | 0      | 0    | 1     |
| 3       | Australia         | 0     | 1      | 0    | 1     |
| 3       | Chorwacja         | 0     | 1      | 0    | 1     |
| 5       | Holandia          | 0     | 0      | 1    | 1     |
| 5       | Stany Zjednoczone | 0     | 0      | 1    | 1     |
| Razem   | Razem             | 2     | 2      | 2    | 6     |